# Sommarafton på Skagen Sønderstrand
Sommarafton på Skagen Sønderstrand (danska: Sommeraften på Skagen Sønderstrand) är en oljemålning från 1893 av den danske Skagenkonstnären Peder Severin Krøyer. Målningen tillhör Skagens Museum. 

## Motivet

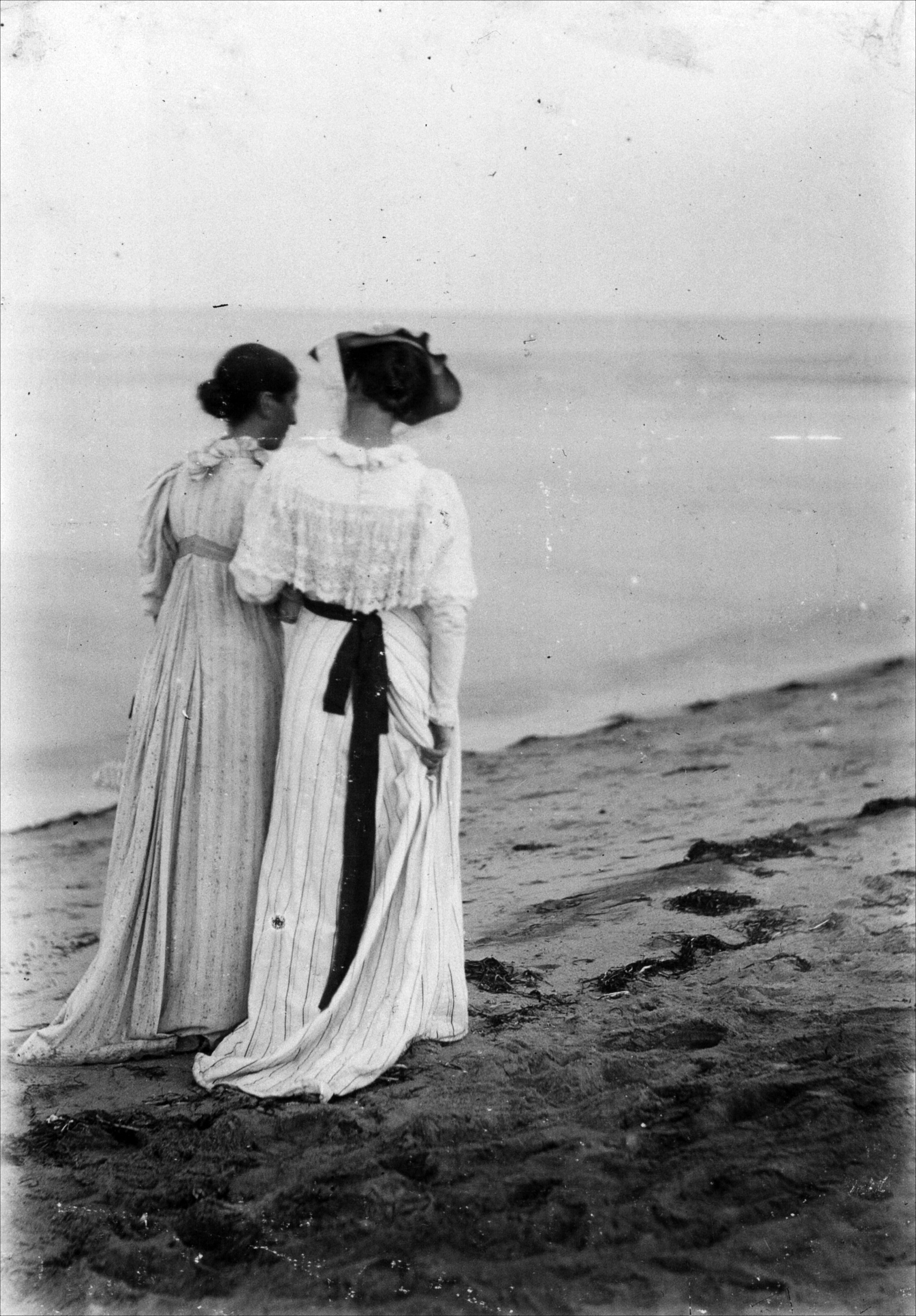
P.S. Krøyer, Anna Ancher og Marie Krøyer på Skagens Sønderstrand, antagligen 1893, privat ägo.

Målningen visar konstnärens hustru, Marie Krøyer, promenera på stranden tillsammans med Anna Ancher. Michael Ancher flyttade till Skagen 1880 när han gifte sig med Anna. 1891 flyttade paret Krøyer till Skagen och tillsammans var kvartetten förgrundsgestalter i konstnärskolonin i Skagen.
Krøyer köpte en kamera redan 1885 och han tog åtminstone två fotografier som han använde som minnesstöd till "Sommarafton på Skagen Sønderstrand". Båda visar Anna Ancher och Marie Krøyer bakifrån, vandrande arm i arm utmed strandkanten. Krøyer tog även fram ett antal skisser på motivet, bland annat två som idag ägs av Den Hirschsprungske Samling. När Michael Ancher fick syn på en skiss bestämde han sig för att måla en kopia, den finns idag i Anchers hus. Han skrev till Krøyer att "då jag kom hem i sommar, en regnig dag, så fick jag lust att kopiera din skiss, då jag tyckte den skulle vara fin på väggen. Om du inte gillar det kan jag alltid bränna den".
Såväl Krøyer som Ancher återkom till samma motiv, till exempel i Sommarafton på Skagen, konstnären och hans hustru (1899).

## Proveniens

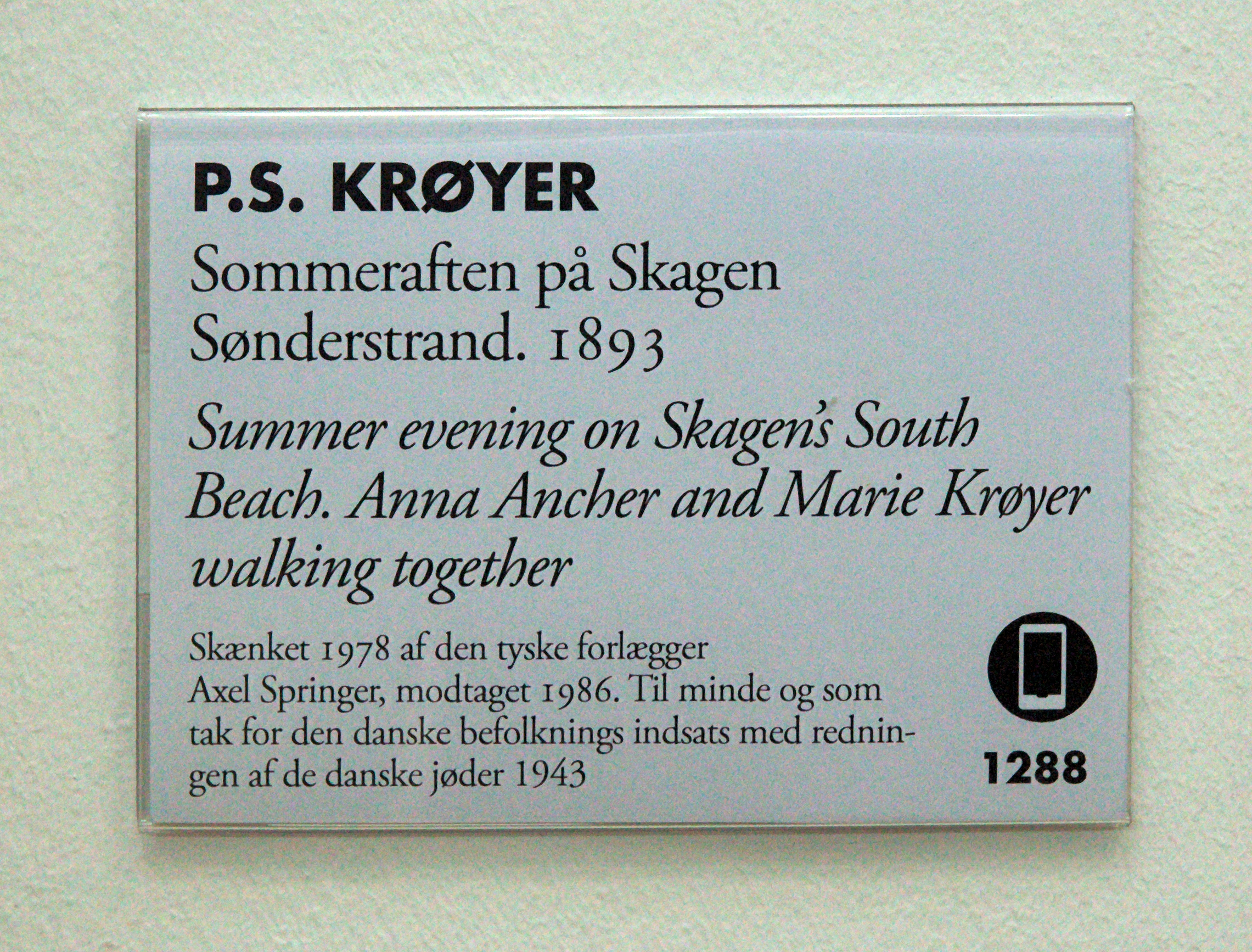

Krøyer sålde 1895 målningen till den tyska operasångerskan Lilli Lehmann för 5 000 danska kronor. När hennes ättlingar beslöt att sälja målningen på auktion i Köpenhamn 1978 värderades tavlan till 173 000 kronor. Skagens Museum lyckades samla ihop det dubbla och var övertygade om att tavlan skulle bli deras. Budgivningen skenade dock iväg och till många danskar förargelse var det till slut en tysk mediemogul, Axel Springer, som bjöd högst. Priset, 520 000, var det högsta som en dansk målning dittills sålts för. Springer lät dock tidvis deponera målningen på Skagens Museum och när han dog 1986 donerade hans änka, Frida Springer, den till museet som tack för danska folkets insatser för judar under andra världskriget.

## Galleri

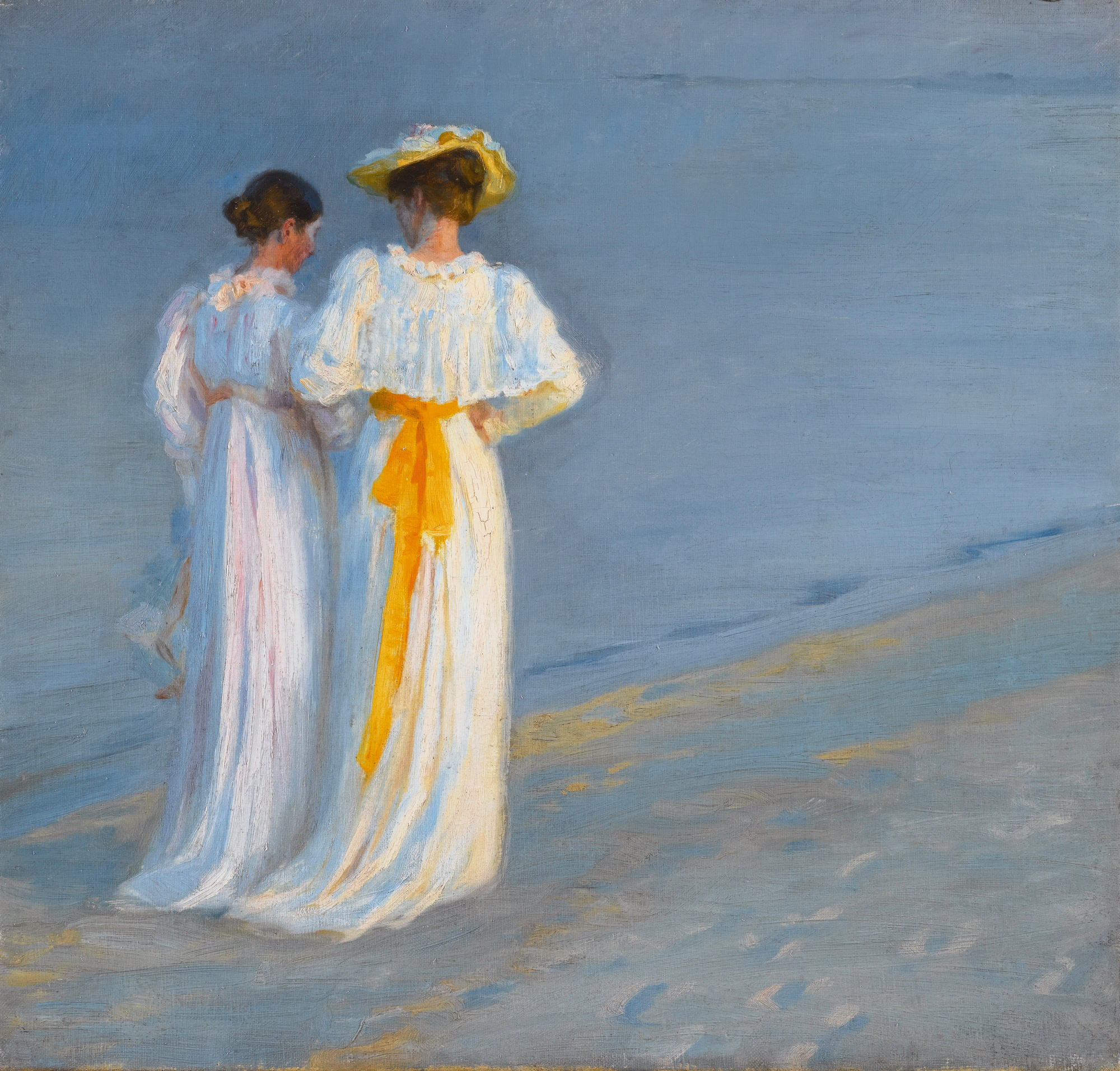
Olja på duk, okänt årtal, privat ägo, 45 × 47 cm
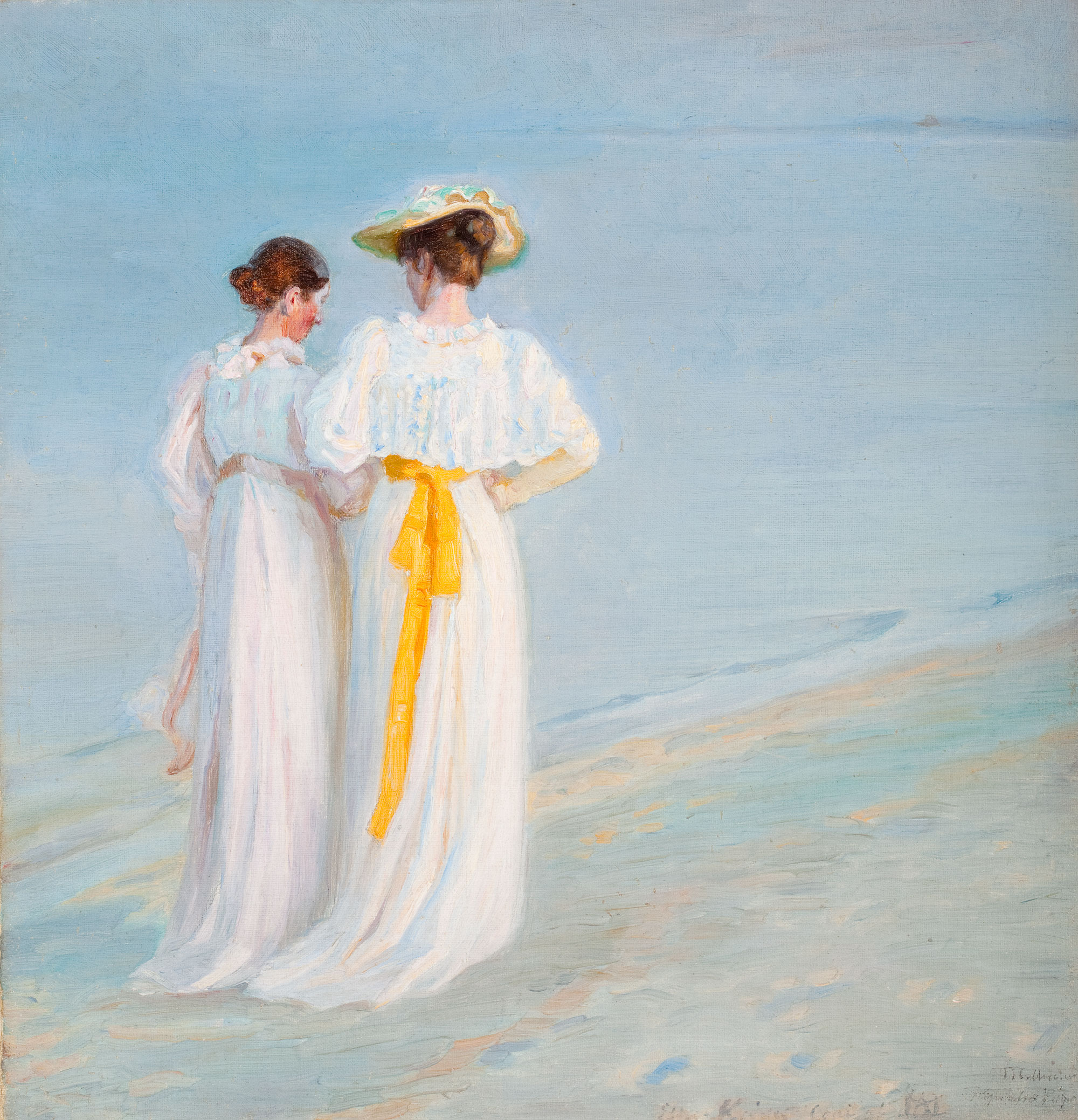
Michael Anchers version, Anna Ancher og Maria Krøyer går aftentur på Sønderstrand, 1897, 47,4 x 45,3 cm, Anchers hus, Skagen
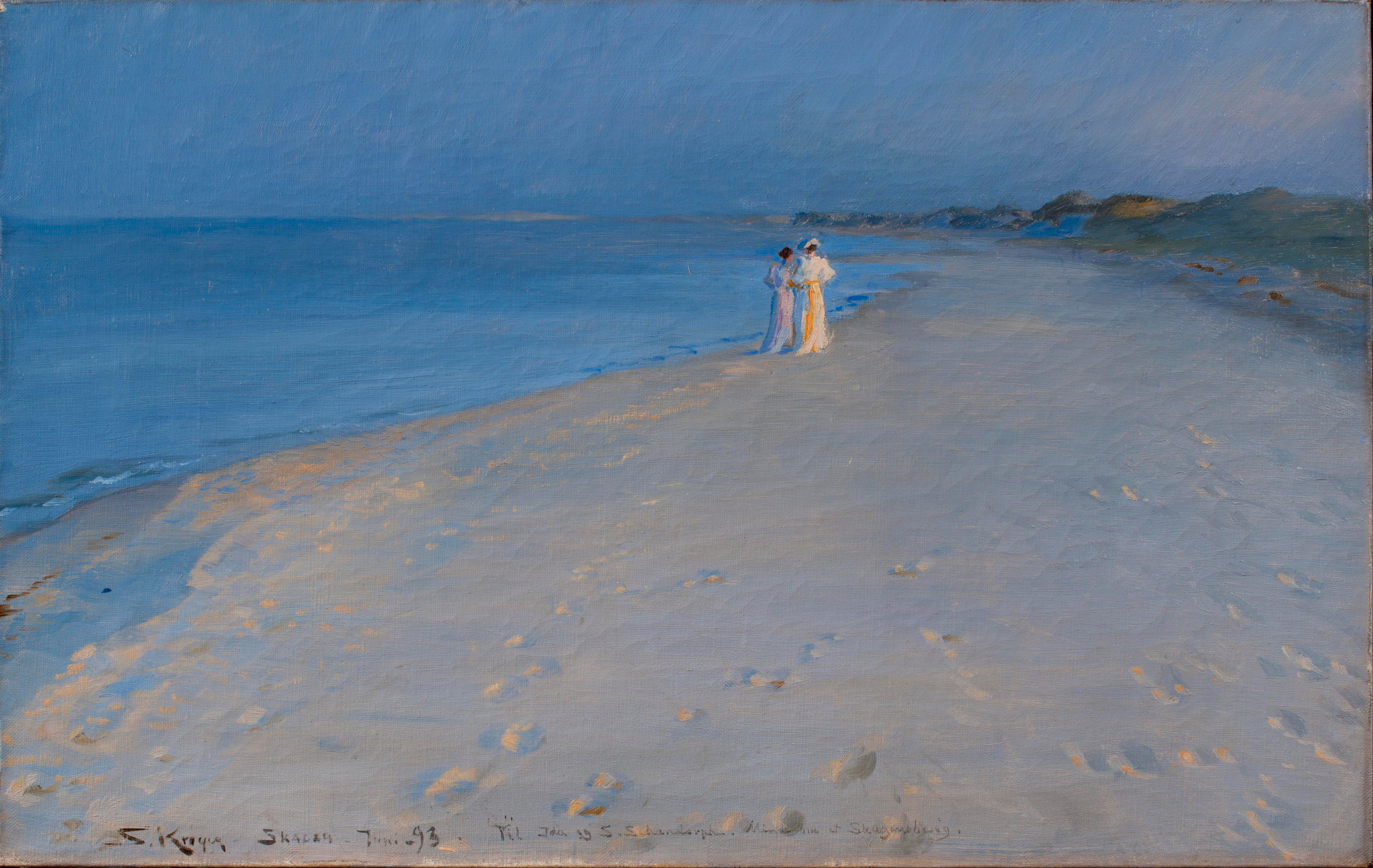
P.S. Krøyer, Sommeraften ved Skagen Sønderstrand. Anna Ancher og Maria Krøyer., 38,5 x 60 cm, 1893, Den Hirschsprungske Samling
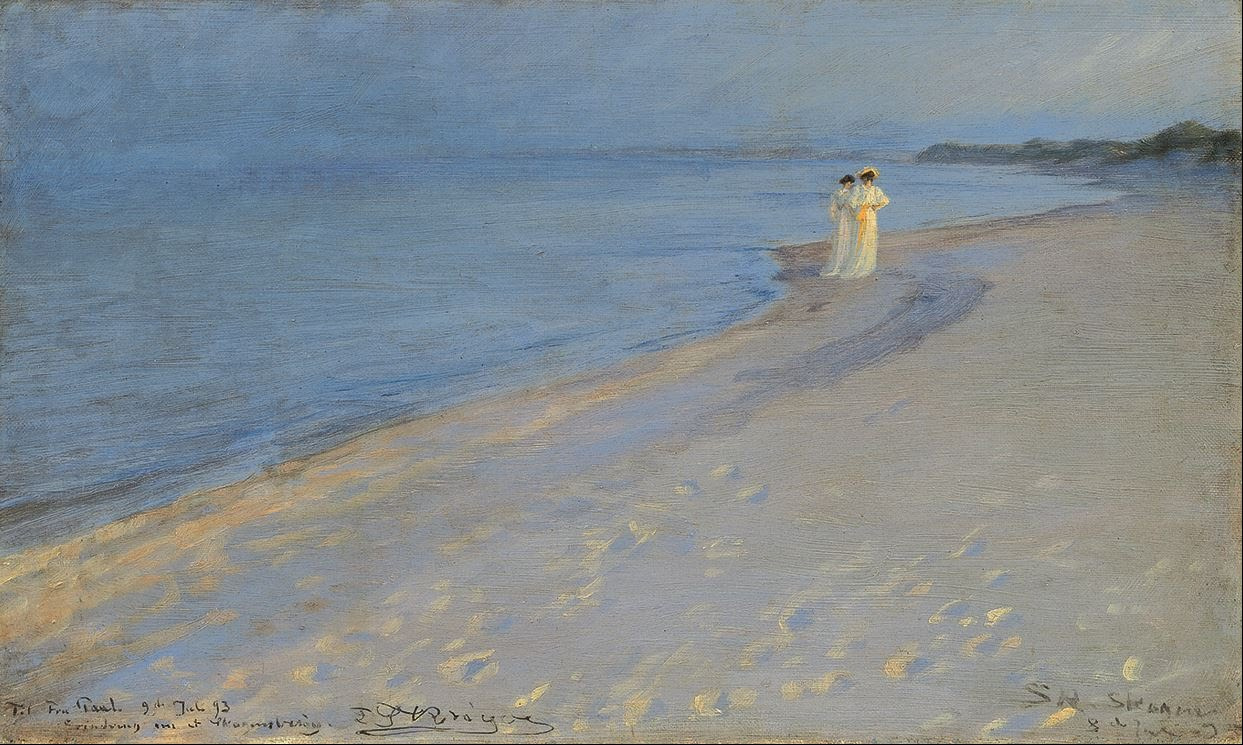
P.S. Krøyer, Sommeraften ved Skagen Sønderstrand. Anna Ancher og Maria Krøyer., 27,8 x 45,8 cm, 1893, Den Hirschsprungske Samling

### Fotnoter
1. ↑  Skagens Museums webbplats
2. ↑  Svanholm, Lise (2004). Northern Light. sid. 132–138. ISBN 87-02-02817-4